# Christlieb von Clausberg
Christlieb von Clausberg (27. december 1689 i Danzig – 6. juni 1751 i København) var en tysk matematiker.
Han blev født i Danzig af jødiske forældre og døbtes 1729 i Clausthal. I Danzig underviste han indtil sin konversion i regning og hebraisk; senere optrådte han som regnemester i Hamborg, Lübeck og Leipzig. Det sidste sted udgav han 1732 Demonstrative Rechenkunst. Dette ret omfangsrige arbejde, der blandt andet udmærker sig frem for datidens andre regnebøger ved omhyggelige begrundelser og en på forfatterens egen undersøgelse grundet sammenligning mellem europæiske vægte, er udkommet gentagne gange og brugtes meget i Tyskland indtil begyndelsen af det 19. århundrede. Dets forfatter, der ansås for sin tids dygtigste regner, kom 1733 til København for at undervise kronprinsen (senere Frederik V) i regning, blev derefter revisor ved Partikulærkassen og 1746 toldkæmmerér ved Øresunds Toldkammer, senere etatsråd. Han døde 7. juni 1751 i København af slagflod. 